# Stromiecka Wola
Pour les articles homonymes, voir Biała Góra.
Stromiecka Wola (prononciation : [strɔˈmjɛt͡ska ˈvɔla]) est un village polonais de la gmina de Stromiec dans le powiat de Białobrzegi de la voïvodie de Mazovie dans le centre-est de la Pologne.
Il se situe à environ 3 kilomètres à l'ouest de Stromiec (siège de la gmina), 8 kilomètres à l'est de Białobrzegi (siège du powiat) et à 65 kilomètres au sud de Varsovie (capitale de la Pologne).
Le village possède approximativement une population de 280 habitants en 2006.

## Histoire
De 1975 à 1998, le village appartenait administrativement à la voïvodie de Radom.